# 立花稜也
立花 稜也（たちばな りょうや、1996年4月4日 - ）は、大阪府出身のサッカー選手。ポジションはDF。

## クラブ歴
岐阜県立岐阜工業高等学校出身で、全国高等学校サッカー選手権大会には2年次の2013年と3年次の2014年の2回出場している。卒業後のJリーグクラブからのオファーは無かった。
2015年にトライアルを経てFKツェティニェに加入するも、当初はトップチームの試合に絡めずユースチームでの起用であった。翌年にドルガ・ツルノゴルスカ・フドバルスカ・リーガに所属するトップチームで選手となった。
2017年に同じくドルガ・ツルノゴルスカ・フドバルスカ・リーガ所属のFKオトラント＝オリンピックに完全移籍した。
2018年夏にプルヴァ・ツルノゴルスカ・フドバルスカ・リーガ所属のOFKペトロヴァツに完全移籍した。
2022年7月18日に香港プレミアリーグの理文足球会に完全移籍した。香港へ移籍した理由の一つとして、長くサッカー選手をしたいという思いがあり、30代後半の選手も多い地域を選んだと述べている。翌年8月22日に行われたAFCチャンピオンズリーグ2023/24 予選の浦和レッドダイヤモンズ戦にフル出場したことで知名度を得た。